# Viaduc Stupino
Le viaduc Stupino est un pont en poutre-caisson situé à proximité de Carpanzano, dans la province de Cosenza, en Calabre (Italie). 
L'ouvrage achevé en 1974, est, avec les viaducs Sfalassà, Italia, Rago et Favazzina, le plus haut de l'autoroute A2, qui relie Salerne à Reggio de Calabre.

## Historique
Moins célèbre que le viaduc Italia voisin, le viaduc Stupino est le plus haut pont en poutre-caisson en béton de l'autoroute A2. Il est situé au km 280+000.
Le pont a été édifié en 1974 pour le compte de l'ANAS. Construit par la méthode de l'encorbellement avec du béton précontraint, le viaduc comporte deux sens de circulation de deux voies chacun, limitées par des glissières, sans bande d'arrêt d'urgence. Sa longueur est de 635 m, sa hauteur libre est de 150 m et la pile la plus haute est de 135 m. Le pilier central volumineux porte deux travées principales de 120 m réalisées en cantilever.
Dans le cadre de la rénovation de l’autoroute A2 imposé par l'Union européenne, le viaduc coté nord a été fermé à la circulation en mars 2015. Bénéficiant d'une réhabilitation et d'une nouvelle surface asphaltée, le double sens de circulation était établi sur la chaussée sud. L'ouvrage est rouvert au trafic le 29 juin 2015.
Juste au sud se trouve le viaduc Salvatore Ruiz; les deux ouvrages sont séparés par le tunnel Ogliara de 365 mètres.